# Eriostethus carinatus
Eriostethus carinatus är en stekelart som beskrevs av Baltazar 1964. Eriostethus carinatus ingår i släktet Eriostethus och familjen brokparasitsteklar. Inga underarter finns listade i Catalogue of Life.